# Cyanopepla haematodes
Cyanopepla haematodes är en fjärilsart som beskrevs av Jean Baptiste Boisduval 1870. Cyanopepla haematodes ingår i släktet Cyanopepla och familjen björnspinnare. Inga underarter finns listade i Catalogue of Life.